# Pływanie na Letnich Igrzyskach Olimpijskich 1956 – 200 m stylem motylkowym mężczyzn
200 m stylem motylkowym mężczyzn – jedna z konkurencji pływackich rozgrywanych podczas XVI Igrzysk Olimpijskich w Melbourne. Eliminacje odbyły się 30 listopada, a finał 1 grudnia 1956 roku.
Pierwszym mistrzem olimpijskim w tej konkurencji został reprezentant Stanów Zjednoczonych William Yorzyk, uzyskawszy w finale czas 2:19,3. Srebrny medal wywalczył Japończyk Takeshi Ishimoto (2:23,8), który wyprzedził o 0,1 s Węgra György'a Tumpeka (2:23,9).
Wcześniej, podczas eliminacji Yorzyk ustanowił nowy rekord olimpijski (2:18,6).

## Rekordy
Przed zawodami rekord świata i rekord olimpijski wyglądały następująco:
| Rekord            | Zawodnik       | Czas   | Miejsce    | Data             |       |
| ----------------- | -------------- | ------ | ---------- | ---------------- | ----- |
| Rekord świata     | William Yorzyk | 2:16,7 | Winchendon | 14 kwietnia 1956 | [ 1 ] |
| Rekord olimpijski | John Davies    | 2:34,4 | Helsinki   | 2 sierpnia 1952  | [ 2 ] |

W trakcie zawodów ustanowiono następujące rekordy:
| Data         | Etap konkurencji | Zawodnik       | Czas   | Rekord |
| ------------ | ---------------- | -------------- | ------ | ------ |
| 30 listopada | eliminacje       | William Yorzyk | 2:18,6 | OR     |

## Wyniki

### Eliminacje
| Miejsce | Wyścig | Zawodnik            | Państwo                       | Czas   | Uwagi |
| ------- | ------ | ------------------- | ----------------------------- | ------ | ----- |
| 1.      | 1      | William Yorzyk      | Stany Zjednoczone             | 2:18,6 | Q,    |
| 2.      | 3      | György Tumpek       | Węgry                         | 2:23,3 | Q     |
| 3.      | 2      | Takashi Ishimoto    | Japonia                       | 2:24,2 | Q     |
| 4.      | 1      | John Marshall       | Australia                     | 2:26,8 | Q     |
| 5.      | 2      | Brian Wilkinson     | Australia                     | 2:27,2 | Q     |
| 6.      | 2      | Eulalio Ríos Alemán | Meksyk                        | 2:28,1 | Q     |
| 7.      | 2      | Jack Nelson         | Stany Zjednoczone             | 2:29,4 | Q     |
| 8.      | 1      | Alexandru Popescu   | Rumunia                       | 2:29,9 | Q     |
| 9.      | 1      | René Pirolley       | Francja                       | 2:30,1 |       |
| 10.     | 1      | Jenő Áts            | Węgry                         | 2:31,1 |       |
| 11.     | 3      | Horst Weber         | Wspólna Reprezentacja Niemiec | 2:34,4 |       |
| 12.     | 3      | Graham Symonds      | Wielka Brytania               | 2:35,7 |       |
| 13.     | 1      | Walter Ocampo       | Meksyk                        | 2:41,4 |       |
| 14.     | 3      | Agapito Lozada      | Filipiny                      | 2:43,5 |       |
| 15.     | 3      | George Park         | Kanada                        | 2:47,2 |       |
| 16.     | 3      | Shah Ghazi          | Pakistan                      | 2:48,0 |       |
| 17.     | 3      | Fong Seow Hor       | Federacja Malajska            | 2:56,0 |       |
| 18.     | 2      | Palsons Naibula     | Filipiny                      | 3:03,2 |       |
| 19.     | 2      | Shamsher Khan       | Indie                         | 3:06,3 |       |

### Finał
| Miejsce | Zawodnik            | Państwo           | Czas   | Uwagi |
| ------- | ------------------- | ----------------- | ------ | ----- |
| 1. !    | William Yorzyk      | Stany Zjednoczone | 2:19,3 |       |
| 2. !    | Takashi Ishimoto    | Japonia           | 2:23,8 |       |
| 3. !    | György Tumpek       | Węgry             | 2:23,9 |       |
| 4.      | Jack Nelson         | Stany Zjednoczone | 2:26,6 |       |
| 5.      | John Marshall       | Australia         | 2:27,2 |       |
| 6.      | Eulalio Ríos Alemán | Meksyk            | 2:27,3 |       |
| 7.      | Brian Wilkinson     | Australia         | 2:29,7 |       |
| 8.      | Alexandru Popescu   | Rumunia           | 2:31,0 |       |